# Xanthorhoe lepidaria
Xanthorhoe lepidaria là một loài bướm đêm trong họ Geometridae.